# Seelze
Seelze est une ville de Basse-Saxe, en Allemagne, dans la Région de Hanovre.

## Histoire
| Appartenances historiques Duché de Brunswick-Lunebourg 1235-1432 Principauté de Calenberg 1432-1692 Électorat de Brunswick-Lunebourg 1692-1807 Royaume de Westphalie 1807-1813 Royaume de Hanovre 1814-1866 Royaume de Prusse (Province de Hanovre) 1866-1918 République de Weimar 1918-1933 Reich allemand 1933-1945 Allemagne occupée 1945-1949 Allemagne 1949-présent |

## Jumelage
La ville de Seelze est jumelée avec :
- Grand-Couronne (France) depuis 1969
- Schkeuditz (Allemagne) depuis le 2 novembre 1990
- Mosina (Pologne) depuis 2000
- Velten (Allemagne)

## Personnalités liées à la ville
- Johanna Jachmann-Wagner (1828-1894), chanteuse d'opéra née à Seelze.
- Wilhelm Heitmüller (1869-1926), théologien né à Döteberg.
- Adolf Wissel (1894-1973), peintre né et mort à Velber.